# Spallanzania griseiventris
Spallanzania griseiventris är en tvåvingeart som beskrevs av Herting 1967. Spallanzania griseiventris ingår i släktet Spallanzania och familjen parasitflugor. Inga underarter finns listade i Catalogue of Life.